# Басаргино (Алтайский край)
Басаргино́ — посёлок в составе Пролетарского сельсовета Алтайского района Алтайского края Российской Федерации .

## География
Расположен в северных предгорьях Алтайских гор, недалеко от границы Алтайского края и Республики Алтай.

## История
Основан в 1914 г. В 1928 г. посёлок Басаргина состоял из 22 хозяйств, основное население — русские. В составе Верх-Устюбского сельсовета Алтайского района Бийского округа Сибирского края.
В 2013 году освящён храм Святителя Николая Чудотворца.

## Население
| 1926 | 1997 | 1998 | 1999 | 2000 | 2001 |
| ---- | ---- | ---- | ---- | ---- | ---- |
| 91   | ↘2   | →2   | →2   | →2   | →2   |
| 2002 | 2003 | 2004 | 2005 | 2006 | 2007 |
| →2   | →2   | →2   | →2   | ↗3   | →3   |
| 2008 | 2009 | 2010 | 2011 | 2012 | 2013 |
| ↘1   | ↗4   | ↘3   | ↘2   | ↘1   | →1   |

Согласно результатам переписи 2002 года, в национальной структуре населения русские составляли 100 %.